# San Luis Potosí Challenger 2014
Il San Luis Potosí Challenger 2014 è stato un torneo di tennis facente parte della categoria ATP Challenger Tour nell'ambito dell'ATP Challenger Tour 2013. È stata la 28ª edizione del torneo che si è giocata a San Luis Potosí in Messico dal 14 al 19 aprile 2014 su campi in terra rossa e aveva un montepremi di 40 000 $+H.

## Partecipanti singolare

### Teste di serie
| Nazionalità     | Giocatore                | Ranking* | Testa di serie |
| --------------- | ------------------------ | -------- | -------------- |
| Colombia        | Alejandro Falla          | 70       | 1              |
| Italia          | Paolo Lorenzi            | 99       | 2              |
| Rep. Dominicana | Víctor Estrella Burgos   | 100      | 3              |
| Spagna          | Adrián Menéndez Maceiras | 188      | 4              |
| Argentina       | Agustín Velotti          | 199      | 5              |
| Spagna          | Daniel Muñoz de la Nava  | 265      | 6              |
| Stati Uniti     | Chase Buchanan           | 285      | 7              |
| Stati Uniti     | Nicolas Meister          | 305      | 8              |

### Altri partecipanti
Coppie che hanno ricevuto una wild card:
- Lucas Gómez /  Alan Nunez Aguilera
- Marcelo Amador /  Tigre Hank

## Vincitori

### Singolare
Paolo Lorenzi ha battuto in finale  Adrián Menéndez Maceiras con il punteggio di 6–1, 6–3.

### Doppio
Kevin King /  Juan Carlos Spir hanno battuto in finale  Adrián Menéndez Maceiras /  Agustín Velotti con il punteggio di 6–3, 6–4.